# Scirpophaga ochritinctalis
Scirpophaga ochritinctalis là một loài bướm đêm trong họ Crambidae.